# 羅能士
羅能士，CBE[?]（1925年7月20日—2004年8月19日），英國殖民地官員，1952年至1985年任職於香港政府，1978年至1985年任銓敘司，期間於1978年至1984年兼任立法局官守議員。
羅能士畢業於劍橋大學塞爾文學院，1952年以官學生身份加入港府，先後任職於徙置事務處、新界民政署、民眾安全服務隊和市政事務署等部門，1966年出任市政事務署副署長，1968年出任首席助理輔政司（社會事務），其後於1971年出任副民政司。1974年，羅能士出任人民入境事務處處長，是首位出任該處處長的政務官。任內，他因應港府於1974年實施的「抵壘政策」而加強出入境關口執法和採取行動，以設法堵截來自中國大陸及其他地方的非法入境者來港；另外，他還要應對1975年發生的越南難民問題，有關問題纏繞香港多年，到2000年才告終結。
1978年，羅能士升任銓敘司兼立法局官守議員，主管公務員事務，翌年他的職級獲擢升為布政司署司級政務官。在任內，他應對當時此起彼落的公務員工潮，並多番與各大公務員團體就薪酬、福利和工作待遇等問題展開對話。他還負責推動公務員本地化政策，以及大幅擴充公務員人手，在短短數年間，公務員數目由1978年的大約11萬人，升至1983年的大約17萬人。隨著港府連年加薪，公務員的工業行動踏入八十年代也逐漸緩和。羅能士1985年退休後返回英國，並在當地逝世。

## 生平

### 早年生涯
羅能士1925年7月20日生於英國倫敦，父母分別名叫約翰·華特·羅蘭茲（John Walter Rowlands）和瑪麗·埃斯·梅特蘭·羅伯茨（Mary Ace Maitland Roberts）。他早年受教於查特豪斯公學，第二次世界大戰期間，他於1943年加入皇家印度砲兵戰地軍團，並先後服役於印度兵團第15指揮部和盟軍東南亞地面部隊指揮部，戰後於1947年以陸軍上尉身份從軍中退役。其後，羅能士升讀劍橋大學塞爾文學院，1950年獲文學士學位（B.A.）畢業，復於1954年獲文學碩士學位（M.A.）。

### 出仕港府

#### 政務官生涯
1952年10月，羅能士以二級官學生身份加入香港政府，未幾就因為1953年12月的石硤尾大火，被迫暫停接受廣東話培訓，調到新成立的徙置事務處出任總徙置官，協助安置大火後無家可歸的災民。他後來調任新界民政署，1957年8月奉委官守太平紳士，1961年累遷為高級政務主任，其後曾任民安隊總參事，到1962年至1966年出任市政事務署助理署長，任內於1965年升任首長級丙級政務官。此後，他於1966年至1968年出任市政事務署副署長，以及由1968年至1971年出任輔政司署首席助理輔政司（社會事務），其職級也於1968年晉升為首長級乙二級政務官。在首席助理輔政司任內，他參與籌備創立香港理工學院（香港理工大學前身），並於1969年5月奉委為該院籌劃委員會委員之一，理工學院隨後在1972年8月正式成立，但當時他已經卸任。
1971年至1974年，羅能士奉調為副民政司，期間再於1973年獲擢升為首長級乙級政務官，並曾署任民政司一職。在副民政司任內，他歷仕陸鼎堂（後為爵士）和姬達（後為爵士）兩任民政司，他主要負責推動各區民政處和街坊福利會的地區工作，經常需要出席地區活動，另外還參與推動由香港總督麥理浩爵士（後為勳爵）於1972年發起的清潔香港運動，更曾多次落區巡視，並親身走到街上向市民示範打掃街道。自1973年起，他又負責推動由港督麥理浩提出的另一項撲滅罪行運動，向市民大眾推廣加強警民合作和防範罪案的意識。

#### 入境處處長
1974年11月，羅能士以政務官身份空降到人民入境事務處，接替戈立為該處處長，任內他的職級在1977年晉升為首長級甲級政務官。羅能士是首位出任人民入境事務處處長的政務官，除他以外，他的繼任人布立之與及1996年就任的葉劉淑儀，都同樣是空降該處出任處長的政務官。羅能士上任處長之時，港府剛與中國大陸當局協議實施「抵壘政策」，規定除了成功進入九龍市區的人士，所有來自大陸的偷渡者一經截獲，都會被遣返。有見及此，他在任內的首要任務，是要有效堵截來自中國大陸及其他地方的非法入境者來港，並且加強執法和採取行動，在各主要出入境關口查問旅客的來港目的，惟往後非法入境者偷渡來港的問題仍然嚴重。另外，由1977年4月起，羅能士又以人民入境事務處處長的身份兼任為人事登記處處長，以便統一處理有關人事登記和簽發香港身份證及英國護照的工作。
不過，他任內處理最棘手的事務之一，則要算在1975年出現的越南難民問題。1975年5月，丹麥註冊貨輪長春號載著3,743名越南難民駛入香港水域，要求港府收容難民。這批難民大都是眼見越戰結束，為了逃避越共統治而出逃的。鑑於當時的難民數目眾多，再加上正值英女皇歷史性訪港，故此港府大為緊張，並基於人道立場決定收容難民，而羅能士則負責指揮人民入境事務處在短時間內展開難民登記工作，同時在粉嶺、西貢和石崗等地尋覓合適地點設置臨時難民營安置難民，以及向國際社會尋求人道援助，希望各國能夠協助收容難民，惟過程中面對不少困難。此後，雖然羅能士一再強調港府不會再收容越南難民，而來港越南難民的人數在往後數年也大幅下降，但抵港越南難民的人數由1978年起卻又再度大幅增長，更迫使香港在1979年成為「第一收容港」。一直到香港主權移交後的2000年，特區政府關閉最後一個難民中心後，纏繞香港多年的越南難民問題才正式告一段落。
為了應付新增的工作量，羅能士還透過招募入境事務主任和入境事務助理員等前線執法人員，以增加人手。可是，面對增加的工作量，再加上該處在1975年實施新的輪班制度，卻又引起部份員工對工時過長、超時工作沒有津貼、以及在假日工作後不獲補假等問題產生不滿，1978年1月更一度醞釀發動工業行動。

#### 銓敘司
1978年3月，羅能士獲港督麥理浩爵士委任為銓敘司，主管公務員事務，同時兼任為立法局官守議員，任內其職級於1979年10月獲擢升至布政司署司級政務官。上任銓敘司之初，港府於1978年8月公佈公務員加薪方案，然而，鑑於公務員薪酬水平已多年沒有調整，加上通脹持續，不少公務員團體認為港府公佈的加薪幅度太低，進一步激起他們的不滿。當年，公立醫院配藥員、郵政署員工、社會福利署員工和新界民政署測繪員因不滿薪酬待遇而相繼發動工潮，形式包括遊行、靜坐、「按章工作」、甚至是怠工和罷工；此外，護理人員和警務人員等公務員職系也紛紛醞釀工業行動，希望改善薪酬，33個公務員團體更在同年合組公務員聯合會，企圖集結各團體的力量迫使政府讓步，種種行動均使港府大感頭痛。
為了應對公務員團體發起的工業行動，羅能士期間曾多番參與斡旋，其後，麥理浩於1978年12月宣佈設立一個獨立的公務員薪俸及服務條件常務委員會（簡稱薪常會），負責檢討公務員的薪俸事務。薪常會隨後於1979年正式設立，而鑑於薪常會是常設機構，意味薪常會在日後會繼續按社會的發展，對公務員的薪酬作出檢討。不過，薪常會成立初期卻未能取得所有公務員團體的支持，當中，代表公立醫院護士的政府護理員協會（香港護士協會前身）就因為不滿薪常會於1979年7月發表的《第一號報告書》未能回應他們有關薪酬和工作待遇等方面的訴求，於1979年11月發起漸進式工業行動，其後更發起千人遊行前往港督府向麥理浩請願。事件中，羅能士採取強硬立場，拒絕與護協妥協，認為港府有必要維護尊嚴抗拒威脅，最終經港督會同行政局後，薪常會《第一號報告書》於11月27日獲得接納。此後，隨著薪常會的運作日益常規化，加上公務員連年加薪，公務員工業行動踏入八十年代逐漸緩和，羅能士也繼續與各大公務員團體對話，聽取他們對公務員薪酬調整方面的意見。1983年，港府又按薪常會的建議成立薪酬趨勢調查委員會，由該委員會對私人市場的薪酬水平進行調查，作為調整公務員薪酬的參考指標之一。
另一方面，鑑於社會急速發展，羅能士任內大幅擴充公務員人手，以滿足市民對各項公共服務的殷切需求，而大規模的招聘工作要到他在任後期才見暫緩。短短數年間，整體公務員人手即由1978年的大約11萬人，升至1983年的大約17萬人。同時間，他推動落實公務員本地化，不少公務員職位都在本地招聘，藉以減少外籍公務員佔整體公務員的比例。有見及此，他多次安排不同政府部門在香港各大專院校舉辦公務員職位博覽會，冀望更多大專生畢業後加入政府工作。為了增加政府工的吸引力，羅能士還在1981年為中低級公務員引入自置居所資助計劃，作為協助他們置業的另一項房屋福利。1982年，他又在銓敘科之下設立公務員培訓處，加強對各級公務員的培訓，以求提昇政府工作效率和服務水平。對於八十年代初期中英兩國就香港前途問題展開談判，以及中英兩國在1984年12月簽署《中英聯合聲明》，確認香港主權於1997年移交中國，羅能士多次向外界強調主權移交的安排將不會影響公務員享有的退休金和長俸權益，並表示一旦出現問題，英國承諾會負起有關責任。
羅能士在任銓敘司前後七年，到1985年8月滿60歲卸任，展開退休生涯。在卸任前一年的1984年，他也因為立法局改組而不再兼任立法局官守議員。為肯定他多年來在港府的工作表現，他在1980年英女皇壽辰授勳單名中，獲英廷頒授CBE勳銜。

### 晚年生涯
羅能士退出港府後返回英國定居，過退休生活，作為觀鳥愛好者的他，更會每年返回香港觀鳥。晚年的羅能士備受癌症困擾，2004年8月19日病逝於英國倫敦，終年79歲。他死後，其家人於9月1日在倫敦聖士提反教堂為他舉行葬禮。

## 個人生活
羅能士在1956年娶克里斯蒂亞娜·傑曼·馬德蓮·拉謝尼（Christiane Germaine Maeleine Lacheny）為妻，羅能士夫人於2003年逝世，兩人育有兩名女兒，分別名黛安（Diane）及諾爾（Noelle）。在香港居住期間，羅能士是域多利遊樂會和英皇御准香港賽馬會會員。此外，羅能士是觀鳥愛好者，也是其下屬曾蔭權（即後來的香港行政長官）的觀鳥啟蒙老師。由於香港鳥類繁多，是觀鳥熱點，因此他退休以後曾堅持每年都來港觀鳥。1958年至1959年間，羅能士嘗任香港國際演講協會的主席，另於1980年至1981年任香港牛津劍橋校友會主席。

## 榮譽
- 以下列出榮譽全稱及縮寫：^ 
  - 官守太平紳士（J.P.） （1957年8月20日[7]）
  - 英帝國司令勳章（C.B.E.） （1980年英女皇壽辰授勳名單[52]）

## 注腳
1. 1 2 3 4 5 6 7  Sinclair (1979), p.167.
2. 1 2 3 4 5 6 7 8  Rhodes (29 August 2004)
3. ↑  Cambridge University List of Members Up to 31 December 1988 (1989), p.1086.
4. ↑  Ku and Pun (2011), p.46.
5. ↑  曾銳生（2007年），頁71。
6. 1 2  〈羅能士奉委人民入境事務處長〉（1974年5月29日）
7. 1 2  Civil and Miscellaneous Lists, Hong Kong Government (1973), p.86.
8. ↑  〈街坊首腦聯會決定十月廿三祝街坊節〉（1960年8月18日）
9. ↑  Annual Departmental Report (1962), p.55.
10. ↑  Annual Departmental Report (1966), p.56.
11. ↑  〈本港工業教育將展開新之一頁，籌設科技學院〉（1969年5月21日）
12. ↑  鍾士元爵士（2001年），頁112及頁114。
13. ↑  〈副民政司羅能士訪問北角、銅鑼灣兩街坊會〉（1971年9月16日）
14. ↑  〈上環區清潔示範，羅能士參加掃街〉（1972年11月26日）
15. ↑  〈鴨脷洲區大清潔，羅能士掃街示範〉（1972年12月13日）
16. ↑  〈大廈安裝警鐘系統，防盜反罪守望相助〉（1973年6月30日）
17. ↑  〈歷任與現任處長篇〉（2001年）
18. ↑  梁可欣（2010年），頁88。
19. ↑  〈加強堵截非法人士來港〉（1975年3月12日）
20. 1 2 3 4  鄧惠鈞（1982年）
21. ↑  〈個人證件部〉（造訪於2014年11月10日）
22. ↑  〈越南來港三千餘難民，部分可獲准居港〉（1975年5月7日）
23. ↑  〈羅能士昨招待記者談南越人居留問題〉（1975年5月16日）
24. ↑  〈南越人水路來港今後將被拒登陸，羅能士昨在記者招待會稱〉（1975年5月23日）
25. ↑  范徐麗泰（2004年5月27日）
26. ↑  〈人民入境事務處大量招募新職員〉（1977年3月12日）
27. ↑  〈入境管制助理主任並無集體辭職行動〉（1978年1月19日）
28. ↑  Staff List, Hong Kong Government (1985), p.7.
29. ↑  〈公務員加薪，四一起生效〉（1978年7月6日）
30. ↑  〈不滿加薪幅度偏低，低薪公務員將提出抗議〉（1978年7月6日）
31. ↑  〈社論：公務員工潮何其多！〉（1978年10月20日）
32. ↑  〈公務員總工會呼籲恢復談判〉（1978年10月24日）
33. 1 2  《香港大事回顧》（1978年）
34. ↑  〈銓敘科與護協昨會談十小時〉（1979年11月2日）
35. 1 2  《公務員薪俸原則及程序第一次報告書》（1979年），緒言。
36. ↑  〈護理員協會提出三點改善辦法，促衞生處下月答覆，否則採進一步行動〉（1979年11月24日）
37. ↑  〈護理員昨向港督請願〉（1979年11月27日）
38. ↑  〈護士工潮未消除〉（1979年11月3日）
39. ↑  〈港府決定按照原定主張，薪俸報告書送交行政局〉（1979年11月16日）
40. ↑  〈港督昨接納薪俸報告書〉（1979年11月28日）
41. ↑  〈公務員加薪已有定案，加幅約百分九至十一〉（1984年3月14日）
42. ↑  〈警察三個協會代表與銓敘司談加薪事〉（1982年3月4日）
43. ↑  〈港公務員高薪高福利無隱性收入〉（2014年5月20日）
44. ↑  〈布政司羅弼時爵士闡釋，增加公務員屬必要〉（1978年4月14日）
45. 1 2 3  〈銓敘司羅能士重申下年度不增公務員〉（1983年11月4日）
46. ↑  Lau (1984), p.50.
47. ↑  〈公務員本地化列為港府政策〉（1978年4月14日）
48. ↑  〈港大公務員職業資料展，十六部門參展專人解釋〉（1981年11月3日）
49. ↑  〈公務員置居所計劃第二期明年初推出〉（1982年10月15日）
50. ↑  〈公務員退休金英國會作承擔〉（1983年10月26日）
51. ↑  〈公務員退休金制度，港府暫時不會改變〉（1984年11月30日）
52. 1 2  "Supplement to Issue 48212 （页面存档备份，存于）", London Gazette, 13 June 1980, p.17.
53. 1 2 3  曾蔭權（2006年4月22日）
54. 1 2 3  ROWLANDS (24 August 2004)
55. ↑  "About Us" (retrieved on 2 February, 2008)
56. ↑  "Our Past Presidents" (retrieved on 11 November 2014)

### 英文資料
- Annual Departmental Report. Hong Kong: Urban Council, 1962.
- Annual Departmental Report. Hong Kong: Urban Council, 1966.
- Civil and Miscellaneous Lists, Hong Kong Government. Hong Kong: Government Printer, 1973.
- Edited by Sinclair, Kevin, Who's who in Hong Kong: a bibliographical dictionary of Hong Kong. Hong Kong: South China Morning Post, 1979.
- Lau, Siu-kai, Society and Politics in Hong Kong （页面存档备份，存于）. Hong Kong: Chinese University Press, 1984. ISBN 978-9-62201-336-0
- Staff List, Hong Kong Government. Hong Kong. Government Secretariat: 1985.
- Cambridge University List of Members Up to 31 December 1988. Cambridge: Cambridge University Press, 1989.
- "ROWLANDS （页面存档备份，存于）", "Telegrapg Announcement", Daily Telegraph, 24 August 2004.
- Rhodes, Michael, "(John) Martin Rowlands, CBE (1925-2004) Portuguese Web Archive的存檔，存档日期2011-01-22", Google Groups, 29 August 2004.
- Ku, Agnes S., and, Pun, Ngai, Remaking Citizenship in Hong Kong: Community, Nation and the Global City （页面存档备份，存于）. Routledge, 2011. ISBN 978-0-41533-209-5
- "About Us （页面存档备份，存于）", Hong Kong Toastmasters Club, retrieved on 2 February, 2008.
- "Our Past Presidents", The Oxford and Cambridge Society of Hong Kong, retrieved on 11 November 2014.

### 中文資料
- 〈街坊首腦聯會決定十月廿三祝街坊節〉，《大公報》第二張第五版，1960年8月18日。
- 〈本港工業教育將展開新之一頁，籌設科技學院〉，《華僑日報》第四張第二頁，1969年5月21日。
- 〈副民政司羅能士訪問北角、銅鑼灣兩街坊會〉，《華僑日報》第三張第一頁，1971年9月16日。
- 〈上環區清潔示範，羅能士參加掃街〉，《華僑日報》第二張第三頁，1972年11月26日。
- 〈鴨脷洲區大清潔，羅能士掃街示範〉，《華僑日報》第三張第二頁，1972年12月13日。
- 〈大廈安裝警鐘系統，防盜反罪守望相助〉，《華僑日報》第二張第四頁，1973年6月30日。
- 〈羅能士奉委人民入境事務處長〉，《華僑日報》第三張第二頁，1974年5月29日。
- 〈加強堵截非法人士來港〉，《華僑日報》第二張第二頁，1975年3月12日。
- 〈越南來港三千餘難民，部分可獲准居港〉，《香港工商日報》第一頁，1975年5月7日。
- 〈羅能士昨招待記者談南越人居留問題〉，《大公報》第一張第四版，1975年5月16日。
- 〈南越人水路來港今後將被拒登陸，羅能士昨在記者招待會稱〉，《大公報》第一張第四版，1975年5月23日。
- 〈人民入境事務處大量招募新職員〉，《華僑日報》第三張第三頁，1977年3月12日。
- 〈入境管制助理主任並無集體辭職行動〉，《華僑日報》第三張第二頁，1978年1月19日。
- 〈公務員本地化列為港府政策〉，《華僑日報》第三張第三頁，1978年4月14日。
- 〈布政司羅弼時爵士闡釋，增加公務員屬必要〉，《華僑日報》第三張第三頁，1978年4月14日。
- 〈公務員加薪，四一起生效〉，《工商日報》第一頁，1978年7月6日。
- 〈不滿加薪幅度偏低，低薪公務員將提出抗議〉，《工商日報》第一頁，1978年7月6日。
- 〈社論：公務員工潮何其多！〉，《工商日報》第二頁，1978年10月20日。
- 〈公務員總工會呼籲恢復談判〉，《工商日報》第一頁，1978年10月24日。
- 《香港大事回顧》。香港：電視廣播有限公司，1978年。
- 《公務員薪俸原則及程序第一次報告書 （页面存档备份，存于）》。香港：香港公務員薪俸及服務條件常務委員會，1979年。
- 〈銓敘科與護協昨會談十小時〉，《大公報》第一張第四版，1979年11月2日。
- 〈護士工潮未消除〉，《華僑日報》第二張第二頁，1979年11月3日。
- 〈港府決定按照原定主張，薪俸報告書送交行政局〉，《華僑日報》第二張第一頁，1979年11月16日。
- 〈護理員協會提出三點改善辦法，促衛生處下月答覆，否則採進一步行動〉，《工商日報》第八頁，1979年11月24日。
- 〈護理員昨向港督請願〉，《大公報》第二張第五版，1979年11月27日。
- 〈港督昨接納薪俸報告書〉，《大公報》第一張第四版，1979年11月28日。
- 〈港大公務員職業資料展，十六部門參展專人解釋〉，《華僑日報》第六張第三頁，1981年11月3日。
- 〈警察三個協會代表與銓敘司談加薪事〉，《大公報》第二張第七版，1982年3月4日。
- 〈公務員置居所計劃第二期明年初推出〉，《大公報》第二張第七版，1982年10月15日。
- 鄧惠鈞監製，《麥理浩十年》，香港：電視廣播有限公司，1982年。
- 〈公務員退休金英國會作承擔〉，《華僑日報》第四張第二頁，1983年10月26日。
- 〈銓敘司羅能士重申下年度不增公務員〉，《大公報》第二張第五版，1983年11月4日。
- 〈公務員加薪已有定案，加幅約百分九至十一〉，《大公報》第一張第四版，1984年3月14日。
- 〈公務員退休金制度，港府暫時不會改變〉，《大公報》第二張第六版，1984年11月30日。
- 〈歷任與現任處長篇〉，《入境處四十周年紀念特刊》。香港：入境事務處，2001年。
- 鍾士元爵士，《香港回歸歷程：鍾士元回憶錄》。香港：中文大學出版社，2001年。ISBN 978-9-62996-001-8
- 范徐麗泰，〈越南難民〉，《細水長流系列》（原載東方日報），2004年5月27日。
- 曾蔭權，〈觀鳥觀自己 （页面存档备份，存于）〉，《香港家書》，2006年4月22日。
- 梁可欣編，《最後六任港督的聲音》，香港：商務印書館，2010年。ISBN 978-9-62071-897-7
- 曾銳生，《管治香港：政務官與良好管治的建立 （页面存档备份，存于）》。香港：香港大學出版社，2007年。ISBN 978-9-62209-875-6
- 〈港公務員高薪高福利無隱性收入 （页面存档备份，存于）〉，《文匯報》，2014年5月20日。
- 〈個人證件部〉，《入境事務處》，造訪於2014年11月10日。

## 外部連結
- 公務員事務局 （页面存档备份，存于）
- 觀鳥觀自己 （页面存档备份，存于），香港家書（2006年4月22日）

| 政府职务        | 政府职务                         | 政府职务        |
| --------------- | -------------------------------- | --------------- |
| 前任者： 戈立   | 人民入境事務處處長 1974年–1978年 | 繼任者： 布立之 |
| 前任者： 布立之 | 銓敘司 1978年–1985年             | 繼任者： 霍德   |